# Maurer 2/6 PS
Der Maurer 2/6 PS war ein Pkw-Modell der 1920er Jahre. Hersteller war Maurer in Nürnberg.

## Beschreibung
Dieses Modell war der einzige Pkw von Maurer nach Ende des Ersten Weltkriegs. Den wirtschaftlichen Verhältnissen angemessen war es ein kleines Fahrzeug. Es erfüllte die Kriterien für Cyclecars. Die Bauzeit war von 1923 bis 1924. Es wurde im Herbst 1923 auf der Internationalen Automobil-Ausstellung in Berlin präsentiert. Die Zeitschrift Das Motorrad berichtete am 24. Juli 1924 über das Fahrzeug.
Der Zweizylinder-Zweitaktmotor hat gegenüberliegende Zylinder. 64 mm Bohrung und 70 mm Hub ergeben 450 cm³ Hubraum. Er war mit 2,6 Steuer-PS eingestuft und leistete 6 bis 8 PS – von diesen Daten leitete sich auch die Modellbezeichnung ab. Der Motor war vorn im Fahrgestell eingebaut und trieb über ein Dreiganggetriebe und eine Kette die Hinterachse an. 55 km/h Höchstgeschwindigkeit und 4 Liter Verbrauch auf 100 km sind angegeben.
Das Fahrgestell hatte 110 cm Spurweite und 200 cm Radstand. Das Fahrzeug war etwa 280 cm lang, 130 cm breit und 120 cm hoch. Es wog etwa 260 kg. Die offene Karosserie bestand aus Aluminium und bot Platz für zwei Personen nebeneinander. Der Treibstofftank fasste 18 Liter. Das Fahrzeug hatte Linkslenkung. Die Daten sind mit dem Hanomag 2/10 PS vergleichbar, allerdings war der Maurer wesentlich leichter.
Die Absatzzahlen blieben gering.